# Rothenbuehleria
Rothenbuehleria är ett släkte av mångfotingar. Rothenbuehleria ingår i familjen knöldubbelfotingar.
Kladogram enligt Catalogue of Life:
| Rothenbuehleria | \| \| Rothenbuehleria minima \| \| \| \| \| \| Rothenbuehleria tirolensis \| \| \| \| |
|                 | \| \| Rothenbuehleria minima \| \| \| \| \| \| Rothenbuehleria tirolensis \| \| \| \| |
|                 | Rothenbuehleria minima                                                                |
|                 |                                                                                       |
|                 | Rothenbuehleria tirolensis                                                            |
|                 |                                                                                       |